# Byrapura, Dod Ballapur
Byrapura là một làng thuộc tehsil Dod Ballapur, huyện Bangalore Rural, bang Karnataka, Ấn Độ.